# 马正兰
马正兰（1972年—），河北沧州人，汉族，中华人民共和国政治人物、第十二届全国人民代表大会河南地区代表。
毕业于中国矿业大学机械设计及理论专业。加入中国共产党。2013年，担任全国人大代表。